# Pürgg-Trautenfels
Pürgg-Trautenfels est une ancienne commune autrichienne du district de Liezen en Styrie.

## La chapelle Saint-Jean
À l'est de Pürgg, la chapelle Saint-Jean est un joyau de par ses fresques datant de 1160 environ. Elles sont les plus anciennes des Alpes dans cet état de conservation.

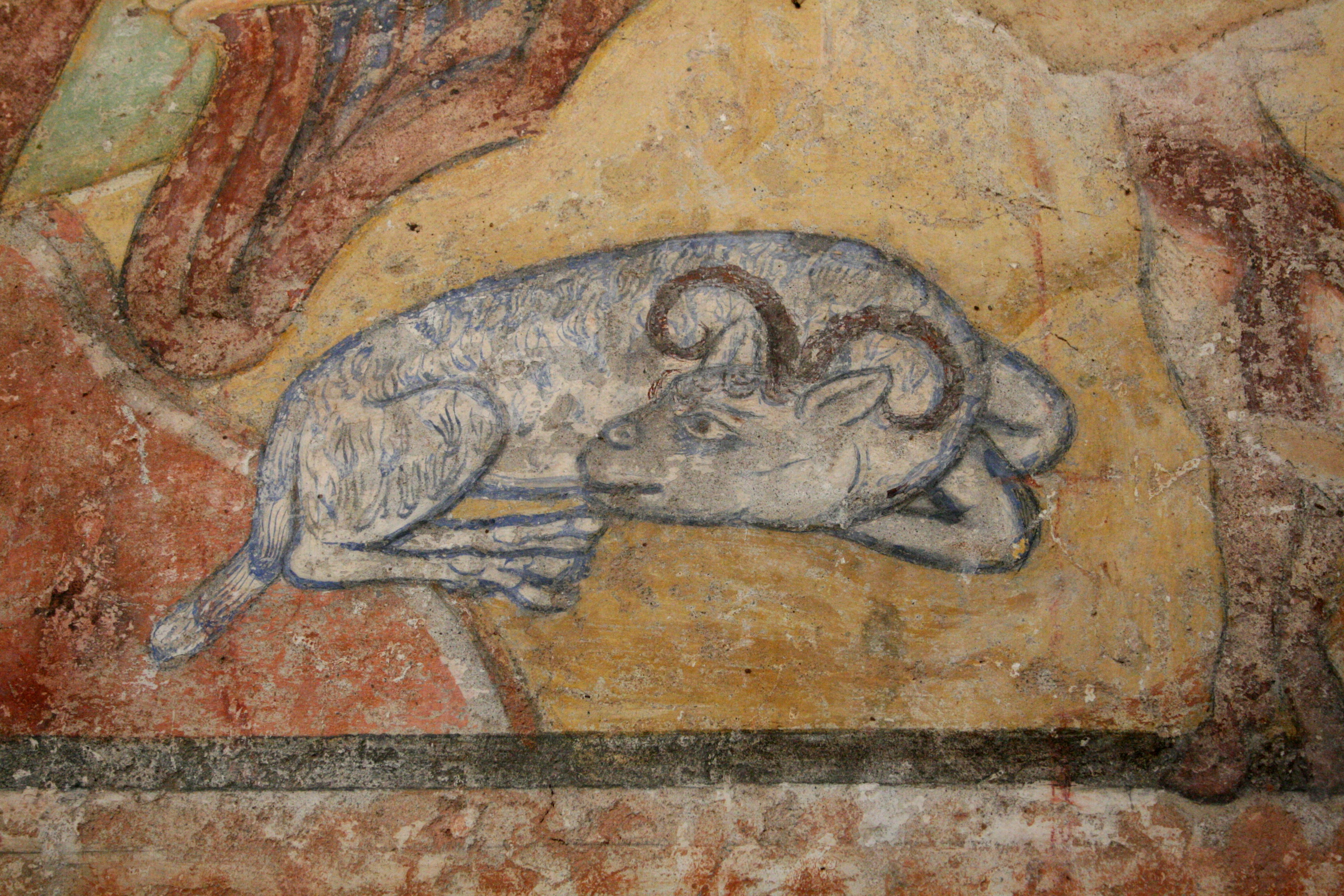
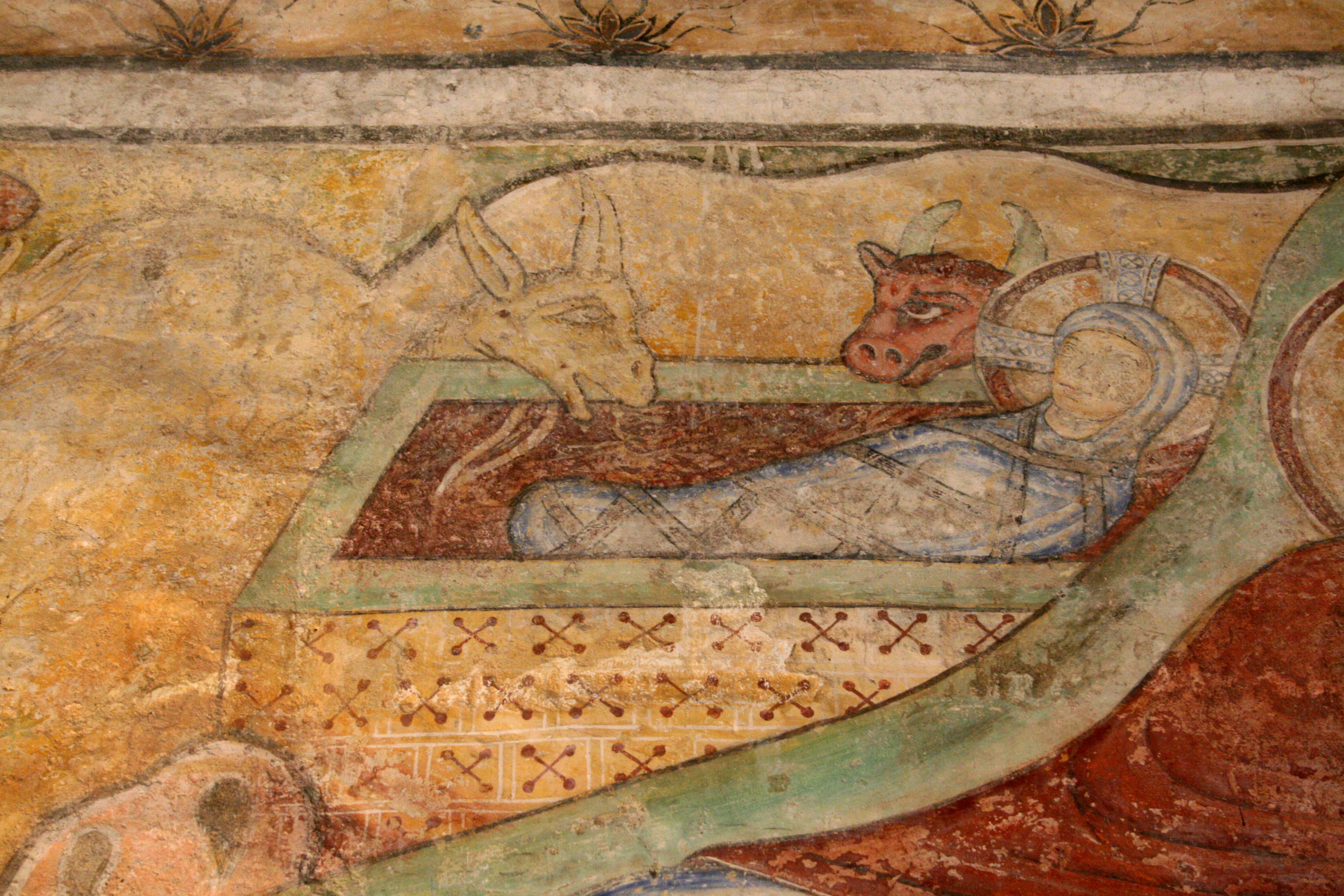